# ФК Бала Таун
ФК Бала Таун (на английски: Bala Town Football Club; на уелски: Clwb Pêl-droed Tref Y Bala, Клуб Пеел-дройд Трев Ъ Бала) е уелски футболен клуб, базиран в град Бала. От сезон 2009/2010 г. играе в Уелската Висша лига. Играе мачовете си на стадион „Майс Тегид“ с капацитет 3000 зрители.

## Успехи
- Уелска Висша лига:
  -  Второ място (2): 2014/15, 2015/16
  -  Трето място (3): 2016/17, 2020/21, 20232/24
- Купа на Уелс:
  -  Носител (1): 2016/17
- Купа на лигата:
  -  Финалист (2): 2013/14, 2014/15
- Къмри Алианс: (3 ниво)
  -  Шампион (1): 2008/09
  -  Финалист (2): 2006/07, 2007/08
- Купа на Къмри Алианс:
  -  Носител (4): 2004/05, 2006/07, 2007/08, 2008/09
  -  Финалист (1): 2005/06
- Национална лига: (4 ниво)
  -  Шампион (1): 2003/04

Дебютира в европейските клубни турнири през сезон 2013 – 2014 г. в турнира на Лига Европа.

## Предишни имена
| Години      | Име                            |
| ----------- | ------------------------------ |
| 1880 – 1897 | Бала Таун Bala Town            |
| 1897 – 19?? | Бала Търсдейс Bala Thursdays   |
| 19?? – 1968 | Бала Прес Тийм Bala Press Team |
| 1968 –      | ФК Бала Таун Bala Town F.C.    |